# Franco Comotti
Gianfranco "Franco" Comotti (Bréscia, 24 de julho de 1906 — Bérgamo, 10 de maio de 1963) foi um automobilista italiano que participou de dois Grandes Prêmios de Fórmula 1.